# Cucullanus carbonelli
Cucullanus carbonelli is een rondwormensoort uit de familie van de Cucullanidae. De wetenschappelijke naam van de soort is voor het eerst geldig gepubliceerd in 1993 door Campos, Carbonell & Rodriquez-Babio.